# 1350
Portal Geschichte | Portal Biografien | Aktuelle Ereignisse | Jahreskalender | Tagesartikel

◄ |
13. Jahrhundert |
14. Jahrhundert
| 15. Jahrhundert | ►

◄ |
1320er |
1330er |
1340er |
1350er
| 1360er | 1370er | 1380er | ►

◄◄ |
◄ |
1346 |
1347 |
1348 |
1349 |
1350
| 1351 | 1352 | 1353 | 1354 | ► | ►►
Staatsoberhäupter  · Nekrolog
| Januar | Januar | Januar | Januar | Januar | Januar | Januar | Januar |
| Kw     | Mo     | Di     | Mi     | Do     | Fr     | Sa     | So     |
| ------ | ------ | ------ | ------ | ------ | ------ | ------ | ------ |
| 53     |        |        |        |        | 1      | 2      | 3      |
| 1      | 4      | 5      | 6      | 7      | 8      | 9      | 10     |
| 2      | 11     | 12     | 13     | 14     | 15     | 16     | 17     |
| 3      | 18     | 19     | 20     | 21     | 22     | 23     | 24     |
| 4      | 25     | 26     | 27     | 28     | 29     | 30     | 31     |

| Februar | Februar | Februar | Februar | Februar | Februar | Februar | Februar |
| Kw      | Mo      | Di      | Mi      | Do      | Fr      | Sa      | So      |
| ------- | ------- | ------- | ------- | ------- | ------- | ------- | ------- |
| 5       | 1       | 2       | 3       | 4       | 5       | 6       | 7       |
| 6       | 8       | 9       | 10      | 11      | 12      | 13      | 14      |
| 7       | 15      | 16      | 17      | 18      | 19      | 20      | 21      |
| 8       | 22      | 23      | 24      | 25      | 26      | 27      | 28      |

| März | März | März | März | März | März | März | März |
| Kw   | Mo   | Di   | Mi   | Do   | Fr   | Sa   | So   |
| ---- | ---- | ---- | ---- | ---- | ---- | ---- | ---- |
| 9    | 1    | 2    | 3    | 4    | 5    | 6    | 7    |
| 10   | 8    | 9    | 10   | 11   | 12   | 13   | 14   |
| 11   | 15   | 16   | 17   | 18   | 19   | 20   | 21   |
| 12   | 22   | 23   | 24   | 25   | 26   | 27   | 28   |
| 13   | 29   | 30   | 31   |      |      |      |      |

| April | April | April | April | April | April | April | April |
| Kw    | Mo    | Di    | Mi    | Do    | Fr    | Sa    | So    |
| ----- | ----- | ----- | ----- | ----- | ----- | ----- | ----- |
| 13    |       |       |       | 1     | 2     | 3     | 4     |
| 14    | 5     | 6     | 7     | 8     | 9     | 10    | 11    |
| 15    | 12    | 13    | 14    | 15    | 16    | 17    | 18    |
| 16    | 19    | 20    | 21    | 22    | 23    | 24    | 25    |
| 17    | 26    | 27    | 28    | 29    | 30    |       |       |

| Mai | Mai | Mai | Mai | Mai | Mai | Mai | Mai |
| Kw  | Mo  | Di  | Mi  | Do  | Fr  | Sa  | So  |
| --- | --- | --- | --- | --- | --- | --- | --- |
| 17  |     |     |     |     |     | 1   | 2   |
| 18  | 3   | 4   | 5   | 6   | 7   | 8   | 9   |
| 19  | 10  | 11  | 12  | 13  | 14  | 15  | 16  |
| 20  | 17  | 18  | 19  | 20  | 21  | 22  | 23  |
| 21  | 24  | 25  | 26  | 27  | 28  | 29  | 30  |
| 22  | 31  |     |     |     |     |     |     |

| Juni | Juni | Juni | Juni | Juni | Juni | Juni | Juni |
| Kw   | Mo   | Di   | Mi   | Do   | Fr   | Sa   | So   |
| ---- | ---- | ---- | ---- | ---- | ---- | ---- | ---- |
| 22   |      | 1    | 2    | 3    | 4    | 5    | 6    |
| 23   | 7    | 8    | 9    | 10   | 11   | 12   | 13   |
| 24   | 14   | 15   | 16   | 17   | 18   | 19   | 20   |
| 25   | 21   | 22   | 23   | 24   | 25   | 26   | 27   |
| 26   | 28   | 29   | 30   |      |      |      |      |

| Juli | Juli | Juli | Juli | Juli | Juli | Juli | Juli |
| Kw   | Mo   | Di   | Mi   | Do   | Fr   | Sa   | So   |
| ---- | ---- | ---- | ---- | ---- | ---- | ---- | ---- |
| 26   |      |      |      | 1    | 2    | 3    | 4    |
| 27   | 5    | 6    | 7    | 8    | 9    | 10   | 11   |
| 28   | 12   | 13   | 14   | 15   | 16   | 17   | 18   |
| 29   | 19   | 20   | 21   | 22   | 23   | 24   | 25   |
| 30   | 26   | 27   | 28   | 29   | 30   | 31   |      |

| August | August | August | August | August | August | August | August |
| Kw     | Mo     | Di     | Mi     | Do     | Fr     | Sa     | So     |
| ------ | ------ | ------ | ------ | ------ | ------ | ------ | ------ |
| 30     |        |        |        |        |        |        | 1      |
| 31     | 2      | 3      | 4      | 5      | 6      | 7      | 8      |
| 32     | 9      | 10     | 11     | 12     | 13     | 14     | 15     |
| 33     | 16     | 17     | 18     | 19     | 20     | 21     | 22     |
| 34     | 23     | 24     | 25     | 26     | 27     | 28     | 29     |
| 35     | 30     | 31     |        |        |        |        |        |

| September | September | September | September | September | September | September | September |
| Kw        | Mo        | Di        | Mi        | Do        | Fr        | Sa        | So        |
| --------- | --------- | --------- | --------- | --------- | --------- | --------- | --------- |
| 35        |           |           | 1         | 2         | 3         | 4         | 5         |
| 36        | 6         | 7         | 8         | 9         | 10        | 11        | 12        |
| 37        | 13        | 14        | 15        | 16        | 17        | 18        | 19        |
| 38        | 20        | 21        | 22        | 23        | 24        | 25        | 26        |
| 39        | 27        | 28        | 29        | 30        |           |           |           |

| Oktober | Oktober | Oktober | Oktober | Oktober | Oktober | Oktober | Oktober |
| Kw      | Mo      | Di      | Mi      | Do      | Fr      | Sa      | So      |
| ------- | ------- | ------- | ------- | ------- | ------- | ------- | ------- |
| 39      |         |         |         |         | 1       | 2       | 3       |
| 40      | 4       | 5       | 6       | 7       | 8       | 9       | 10      |
| 41      | 11      | 12      | 13      | 14      | 15      | 16      | 17      |
| 42      | 18      | 19      | 20      | 21      | 22      | 23      | 24      |
| 43      | 25      | 26      | 27      | 28      | 29      | 30      | 31      |

| November | November | November | November | November | November | November | November |
| Kw       | Mo       | Di       | Mi       | Do       | Fr       | Sa       | So       |
| -------- | -------- | -------- | -------- | -------- | -------- | -------- | -------- |
| 44       | 1        | 2        | 3        | 4        | 5        | 6        | 7        |
| 45       | 8        | 9        | 10       | 11       | 12       | 13       | 14       |
| 46       | 15       | 16       | 17       | 18       | 19       | 20       | 21       |
| 47       | 22       | 23       | 24       | 25       | 26       | 27       | 28       |
| 48       | 29       | 30       |          |          |          |          |          |

| Dezember | Dezember | Dezember | Dezember | Dezember | Dezember | Dezember | Dezember |
| Kw       | Mo       | Di       | Mi       | Do       | Fr       | Sa       | So       |
| -------- | -------- | -------- | -------- | -------- | -------- | -------- | -------- |
| 48       |          |          | 1        | 2        | 3        | 4        | 5        |
| 49       | 6        | 7        | 8        | 9        | 10       | 11       | 12       |
| 50       | 13       | 14       | 15       | 16       | 17       | 18       | 19       |
| 51       | 20       | 21       | 22       | 23       | 24       | 25       | 26       |
| 52       | 27       | 28       | 29       | 30       | 31       |          |          |

| Januar | Januar | Januar | Januar | Januar | Januar | Januar | Januar |
| Kw     | Mo     | Di     | Mi     | Do     | Fr     | Sa     | So     |
| ------ | ------ | ------ | ------ | ------ | ------ | ------ | ------ |
| 53     |        |        |        |        | 1      | 2      | 3      |
| 1      | 4      | 5      | 6      | 7      | 8      | 9      | 10     |
| 2      | 11     | 12     | 13     | 14     | 15     | 16     | 17     |
| 3      | 18     | 19     | 20     | 21     | 22     | 23     | 24     |
| 4      | 25     | 26     | 27     | 28     | 29     | 30     | 31     |

| Februar | Februar | Februar | Februar | Februar | Februar | Februar | Februar |
| Kw      | Mo      | Di      | Mi      | Do      | Fr      | Sa      | So      |
| ------- | ------- | ------- | ------- | ------- | ------- | ------- | ------- |
| 5       | 1       | 2       | 3       | 4       | 5       | 6       | 7       |
| 6       | 8       | 9       | 10      | 11      | 12      | 13      | 14      |
| 7       | 15      | 16      | 17      | 18      | 19      | 20      | 21      |
| 8       | 22      | 23      | 24      | 25      | 26      | 27      | 28      |

| März | März | März | März | März | März | März | März |
| Kw   | Mo   | Di   | Mi   | Do   | Fr   | Sa   | So   |
| ---- | ---- | ---- | ---- | ---- | ---- | ---- | ---- |
| 9    | 1    | 2    | 3    | 4    | 5    | 6    | 7    |
| 10   | 8    | 9    | 10   | 11   | 12   | 13   | 14   |
| 11   | 15   | 16   | 17   | 18   | 19   | 20   | 21   |
| 12   | 22   | 23   | 24   | 25   | 26   | 27   | 28   |
| 13   | 29   | 30   | 31   |      |      |      |      |

| April | April | April | April | April | April | April | April |
| Kw    | Mo    | Di    | Mi    | Do    | Fr    | Sa    | So    |
| ----- | ----- | ----- | ----- | ----- | ----- | ----- | ----- |
| 13    |       |       |       | 1     | 2     | 3     | 4     |
| 14    | 5     | 6     | 7     | 8     | 9     | 10    | 11    |
| 15    | 12    | 13    | 14    | 15    | 16    | 17    | 18    |
| 16    | 19    | 20    | 21    | 22    | 23    | 24    | 25    |
| 17    | 26    | 27    | 28    | 29    | 30    |       |       |

| Mai | Mai | Mai | Mai | Mai | Mai | Mai | Mai |
| Kw  | Mo  | Di  | Mi  | Do  | Fr  | Sa  | So  |
| --- | --- | --- | --- | --- | --- | --- | --- |
| 17  |     |     |     |     |     | 1   | 2   |
| 18  | 3   | 4   | 5   | 6   | 7   | 8   | 9   |
| 19  | 10  | 11  | 12  | 13  | 14  | 15  | 16  |
| 20  | 17  | 18  | 19  | 20  | 21  | 22  | 23  |
| 21  | 24  | 25  | 26  | 27  | 28  | 29  | 30  |
| 22  | 31  |     |     |     |     |     |     |

| Juni | Juni | Juni | Juni | Juni | Juni | Juni | Juni |
| Kw   | Mo   | Di   | Mi   | Do   | Fr   | Sa   | So   |
| ---- | ---- | ---- | ---- | ---- | ---- | ---- | ---- |
| 22   |      | 1    | 2    | 3    | 4    | 5    | 6    |
| 23   | 7    | 8    | 9    | 10   | 11   | 12   | 13   |
| 24   | 14   | 15   | 16   | 17   | 18   | 19   | 20   |
| 25   | 21   | 22   | 23   | 24   | 25   | 26   | 27   |
| 26   | 28   | 29   | 30   |      |      |      |      |

| Juli | Juli | Juli | Juli | Juli | Juli | Juli | Juli |
| Kw   | Mo   | Di   | Mi   | Do   | Fr   | Sa   | So   |
| ---- | ---- | ---- | ---- | ---- | ---- | ---- | ---- |
| 26   |      |      |      | 1    | 2    | 3    | 4    |
| 27   | 5    | 6    | 7    | 8    | 9    | 10   | 11   |
| 28   | 12   | 13   | 14   | 15   | 16   | 17   | 18   |
| 29   | 19   | 20   | 21   | 22   | 23   | 24   | 25   |
| 30   | 26   | 27   | 28   | 29   | 30   | 31   |      |

| August | August | August | August | August | August | August | August |
| Kw     | Mo     | Di     | Mi     | Do     | Fr     | Sa     | So     |
| ------ | ------ | ------ | ------ | ------ | ------ | ------ | ------ |
| 30     |        |        |        |        |        |        | 1      |
| 31     | 2      | 3      | 4      | 5      | 6      | 7      | 8      |
| 32     | 9      | 10     | 11     | 12     | 13     | 14     | 15     |
| 33     | 16     | 17     | 18     | 19     | 20     | 21     | 22     |
| 34     | 23     | 24     | 25     | 26     | 27     | 28     | 29     |
| 35     | 30     | 31     |        |        |        |        |        |

| September | September | September | September | September | September | September | September |
| Kw        | Mo        | Di        | Mi        | Do        | Fr        | Sa        | So        |
| --------- | --------- | --------- | --------- | --------- | --------- | --------- | --------- |
| 35        |           |           | 1         | 2         | 3         | 4         | 5         |
| 36        | 6         | 7         | 8         | 9         | 10        | 11        | 12        |
| 37        | 13        | 14        | 15        | 16        | 17        | 18        | 19        |
| 38        | 20        | 21        | 22        | 23        | 24        | 25        | 26        |
| 39        | 27        | 28        | 29        | 30        |           |           |           |

| Oktober | Oktober | Oktober | Oktober | Oktober | Oktober | Oktober | Oktober |
| Kw      | Mo      | Di      | Mi      | Do      | Fr      | Sa      | So      |
| ------- | ------- | ------- | ------- | ------- | ------- | ------- | ------- |
| 39      |         |         |         |         | 1       | 2       | 3       |
| 40      | 4       | 5       | 6       | 7       | 8       | 9       | 10      |
| 41      | 11      | 12      | 13      | 14      | 15      | 16      | 17      |
| 42      | 18      | 19      | 20      | 21      | 22      | 23      | 24      |
| 43      | 25      | 26      | 27      | 28      | 29      | 30      | 31      |

| November | November | November | November | November | November | November | November |
| Kw       | Mo       | Di       | Mi       | Do       | Fr       | Sa       | So       |
| -------- | -------- | -------- | -------- | -------- | -------- | -------- | -------- |
| 44       | 1        | 2        | 3        | 4        | 5        | 6        | 7        |
| 45       | 8        | 9        | 10       | 11       | 12       | 13       | 14       |
| 46       | 15       | 16       | 17       | 18       | 19       | 20       | 21       |
| 47       | 22       | 23       | 24       | 25       | 26       | 27       | 28       |
| 48       | 29       | 30       |          |          |          |          |          |

| Dezember | Dezember | Dezember | Dezember | Dezember | Dezember | Dezember | Dezember |
| Kw       | Mo       | Di       | Mi       | Do       | Fr       | Sa       | So       |
| -------- | -------- | -------- | -------- | -------- | -------- | -------- | -------- |
| 48       |          |          | 1        | 2        | 3        | 4        | 5        |
| 49       | 6        | 7        | 8        | 9        | 10       | 11       | 12       |
| 50       | 13       | 14       | 15       | 16       | 17       | 18       | 19       |
| 51       | 20       | 21       | 22       | 23       | 24       | 25       | 26       |
| 52       | 27       | 28       | 29       | 30       | 31       |          |          |

## Ereignisse

### Politik und Weltgeschehen

#### Heiliges Römisches Reich

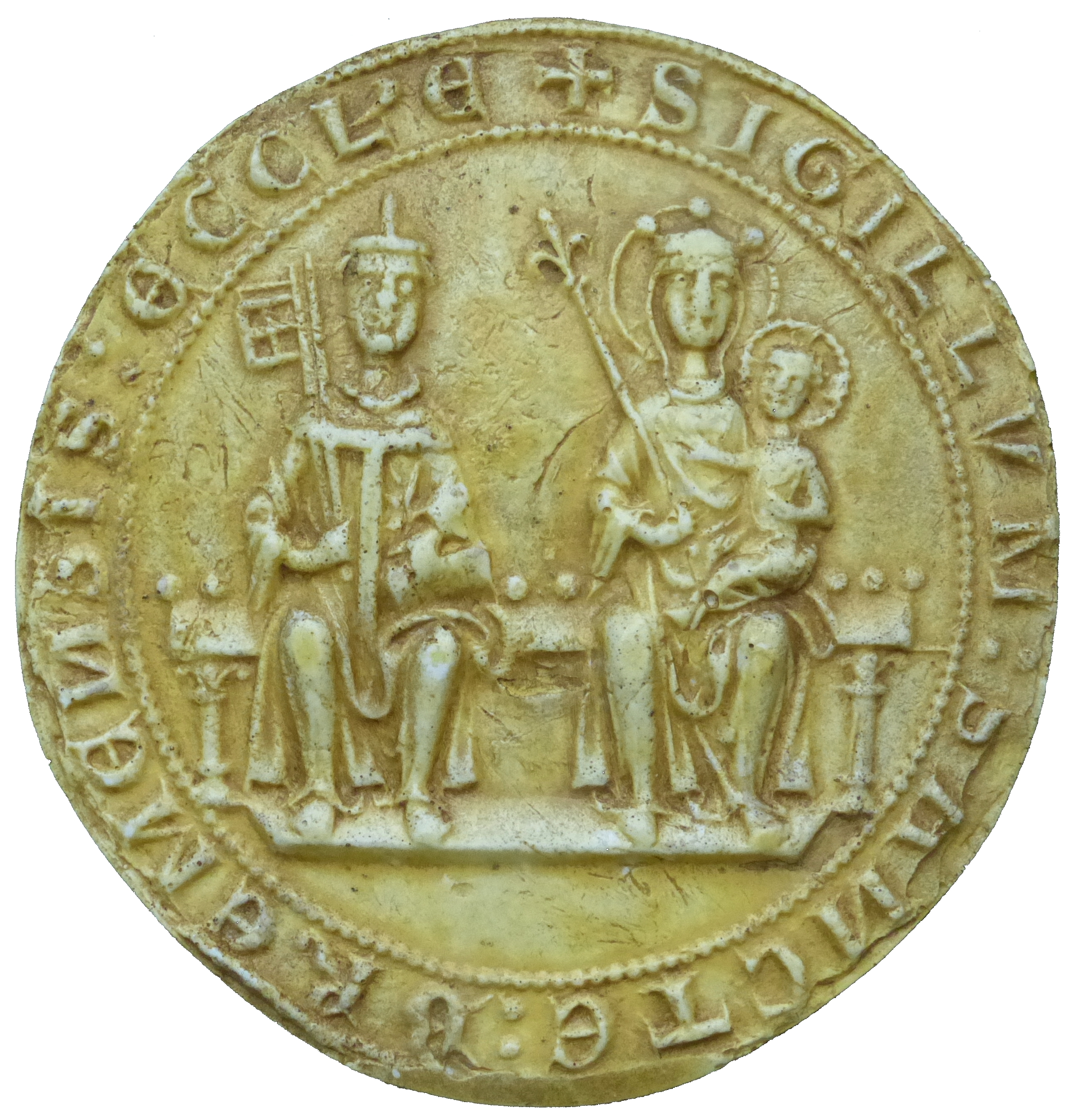
Siegel des Bremer Domkapitels im 14. Jahrhundert

- 20. Februar: Die Bremer Erzbischofsfehde eskaliert, als der päpstliche Kandidat Gottfried von Arnsberg gegen seinen Rivalen Moritz von Oldenburg den Bann ausspricht. Die meisten Ministerialen des Erzstiftes halten jedoch weiterhin zu Moritz. Die Fehde entwickelt sich zu einem kriegerischen Konflikt. Am 13. Juli verständigt sich Moritz nach mehreren Scharmützeln auf einen Waffenstillstand mit dem Rat der Stadt Bremen, in der kurz zuvor die Pest ausgebrochen ist. Conrad Graf von Diepholz und die Grafen von Hoya, Gerhard III. und Johann II. werden als Schiedsrichter eingesetzt, um die Fehde beizulegen. Als Obmann fungiert Balduin von Steinfurt, der Bischof von Paderborn. Bereits am 2. September schließt Moritz ein Bündnis mit der Stadt Bremen. Bald darauf erfolgt auch eine Einigung mit Gottfried – dieser bleibt nominell Erzbischof und Moritz wird zum „Vormund des Erzbistums“ ernannt, womit er als Amtmann faktisch die Macht im Erzstift ausübt.
- 23./24. Februar: Die Mordnacht von Zürich ist ein geplanter Handstreich, bei dem während der Schweizer Habsburgerkriege die Stadt durch Hilfe von Verschwörern innerhalb der Stadtmauern erobert und die Regierung um Bürgermeister Rudolf Brun ermordet werden soll. Durch Verrat ist der Bürgermeister über die Umsturzpläne informiert und gut vorbereitet. Zahlreiche Verschwörer fallen in den ausbrechenden Kämpfen, weitere werden gefangen genommen und durch Rädern oder Enthaupten hingerichtet, ihre Güter eingezogen. Bereits am nächsten Tag ziehen Zürcher Truppen gen Rapperswil, von wo aus die Umsturzpläne ausgegangen sind. Die Stadt ergibt sich und wird noch am gleichen Abend gebrandschatzt. Bei der folgenden Zerstörung von Rapperswil wird die Burg Alt-Rapperswil zerstört und die Mauern der Stadt und das Schloss geschleift, sodass Rapperswil nicht mehr verteidigt werden kann. Stadtzürcher Truppen besetzen des Weiteren die Untere March und erlangen damit die Kontrolle über die Bündner Pässe.
- Februar: Der falsche Woldemar, den Karl IV. 1348 mit der Mark Brandenburg belehnt hat, wird als Betrüger entlarvt. Der bayerische Herzog Ludwig V. aus dem Haus Wittelsbach wird stattdessen mit Brandenburg belehnt. Woldemar hält sich ab März/April am askanischen Hof in Anhalt-Dessau auf, wo man ihm dennoch zeitlebens alle höfischen Ehren erweist.

#### Weitere Ereignisse in Europa
- 22. August: Nach dem Tod von Philipp VI. wird sein Sohn Johann II. König von Frankreich.
- 29. August: In der Seeschlacht von Winchelsea im Rahmen des Hundertjährigen Krieges besiegt eine englische Flotte, befehligt von König Edward III. und Edward of Woodstock, ein aus vierzig Schiffen bestehendes Geschwader des Königreichs Kastilien unter dem Befehl des Franzosen Charles de la Cerda.

#### Asien
- Auf Java wird König Rajasanagara zum neuen König von Majapahit. Es beginnt eine „Goldene Zeit“ von Macht und Eroberungen.

#### Urkundliche Ersterwähnungen
- Burkat, Buchenbach, Engi, Haslen, Weickelsdorf und Weinböhla werden erstmals urkundlich erwähnt.

### Wirtschaft
- Der Kerzenwachs wird knapp. Karl IV. erlässt Sonderprivilegien für Imker.

### Wissenschaft und Technik
- Trinity Hall, das fünftälteste College der University of Cambridge, wird gegründet.
- um 1350: Die Enzyklopädie Das Buch der Natur von Konrad von Megenberg entsteht. Es ist weitgehend eine Übersetzung Thomas von Cantimprés Liber de natura rerum, enthält aber auch neues Material – etwa zu einigen Tier- und Pflanzenarten oder auch Beobachtungen zu Regenbögen.

### Kultur
- um 1350: In England löst der Perpendicular Style den Decorated Style in der Gotik ab.

### Religion
- Die Kirche ruft ein Jubeljahr aus, damit die Pest nicht noch mehr verbreitet wird.

### Katastrophen

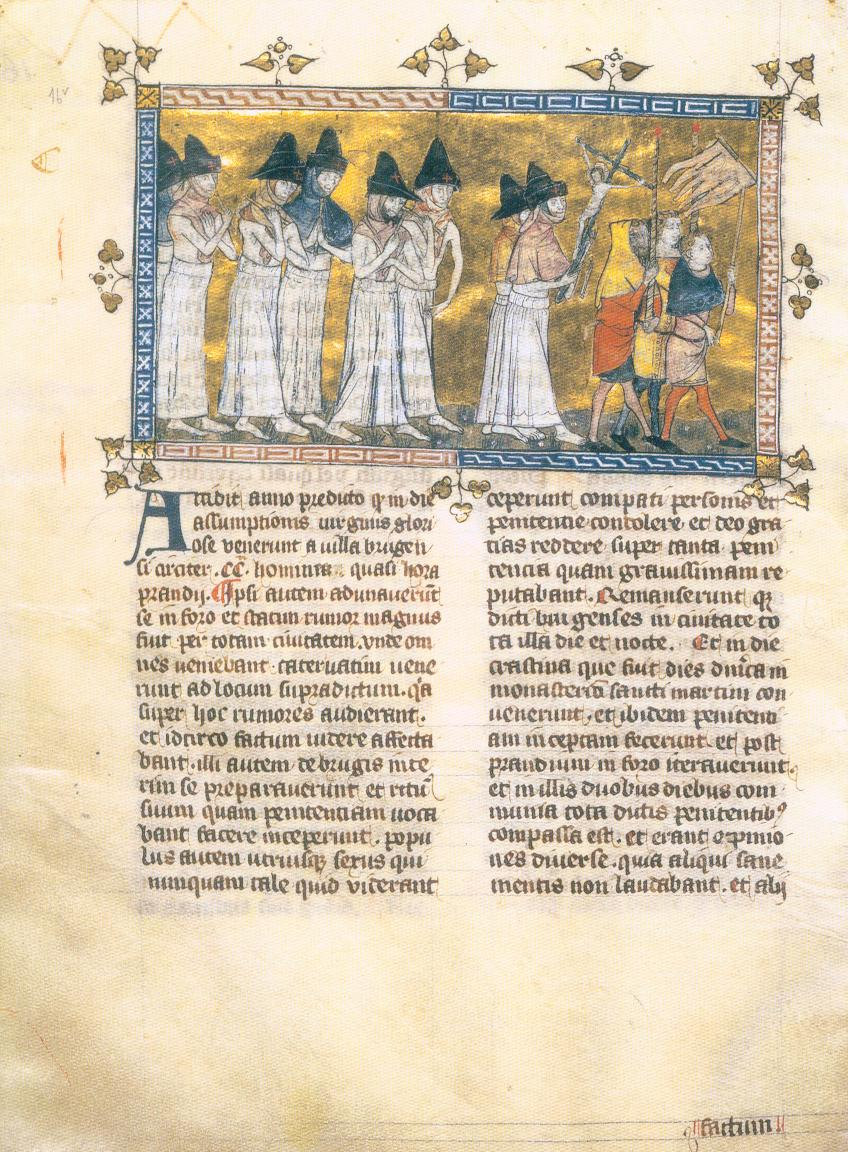
Darstellung der Geißlerzüge, um 1350, Chronik von Gilles Li Muisis

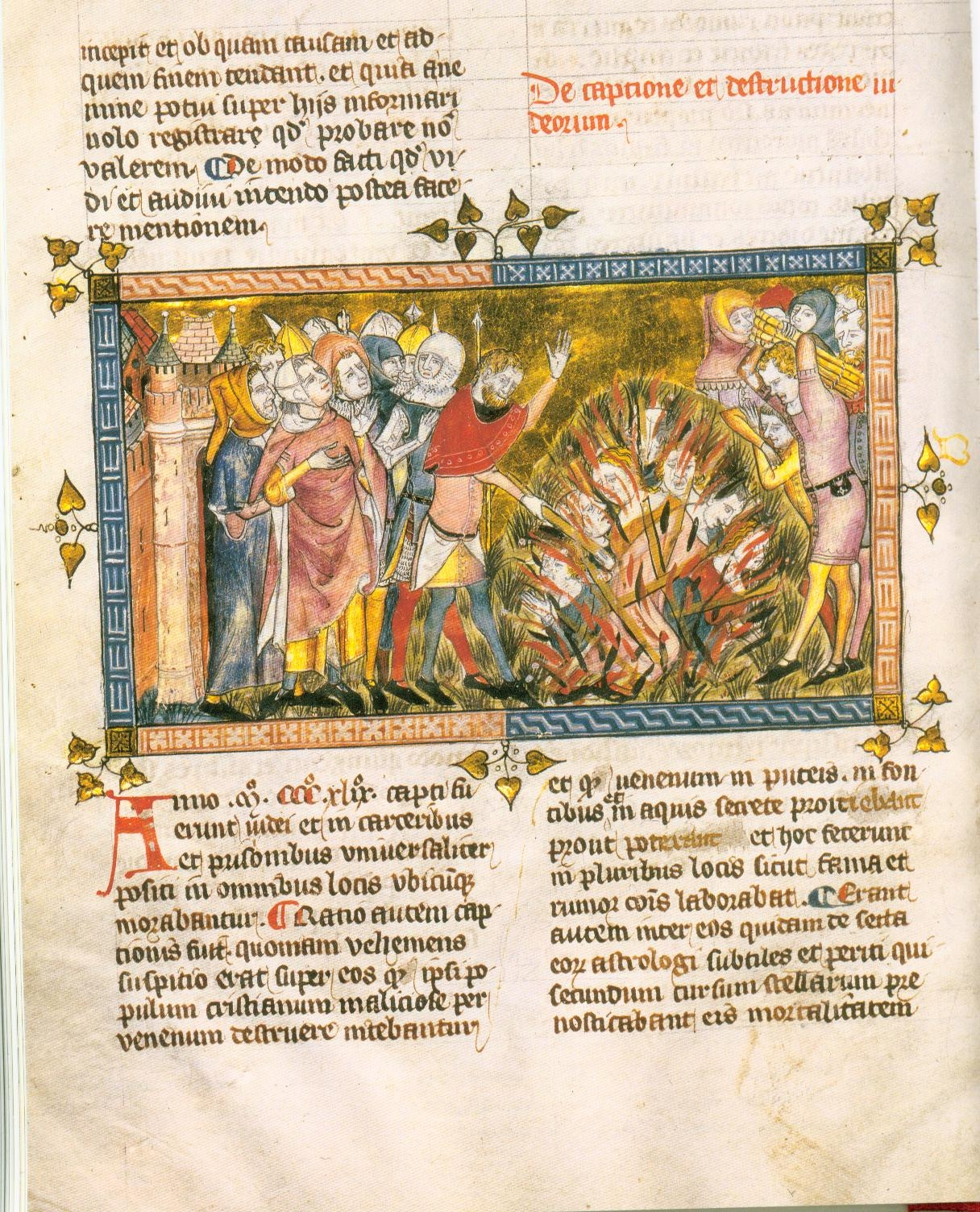
Hinrichtung von Juden, um 1350, Chronik von Gilles Li Muisis

- Die Pestepidemie in Europa erreicht ihren Höhepunkt. Der Schwarze Tod kostet zwischen 1347 und 1353 rund 25 Millionen Menschen das Leben. Er führt zu Geißlerzügen und Judenverfolgungen wegen angeblicher Brunnenvergiftungen.
- April/Mai: Die Pest erreicht Braunschweig.

## Historische Karten und Ansichten

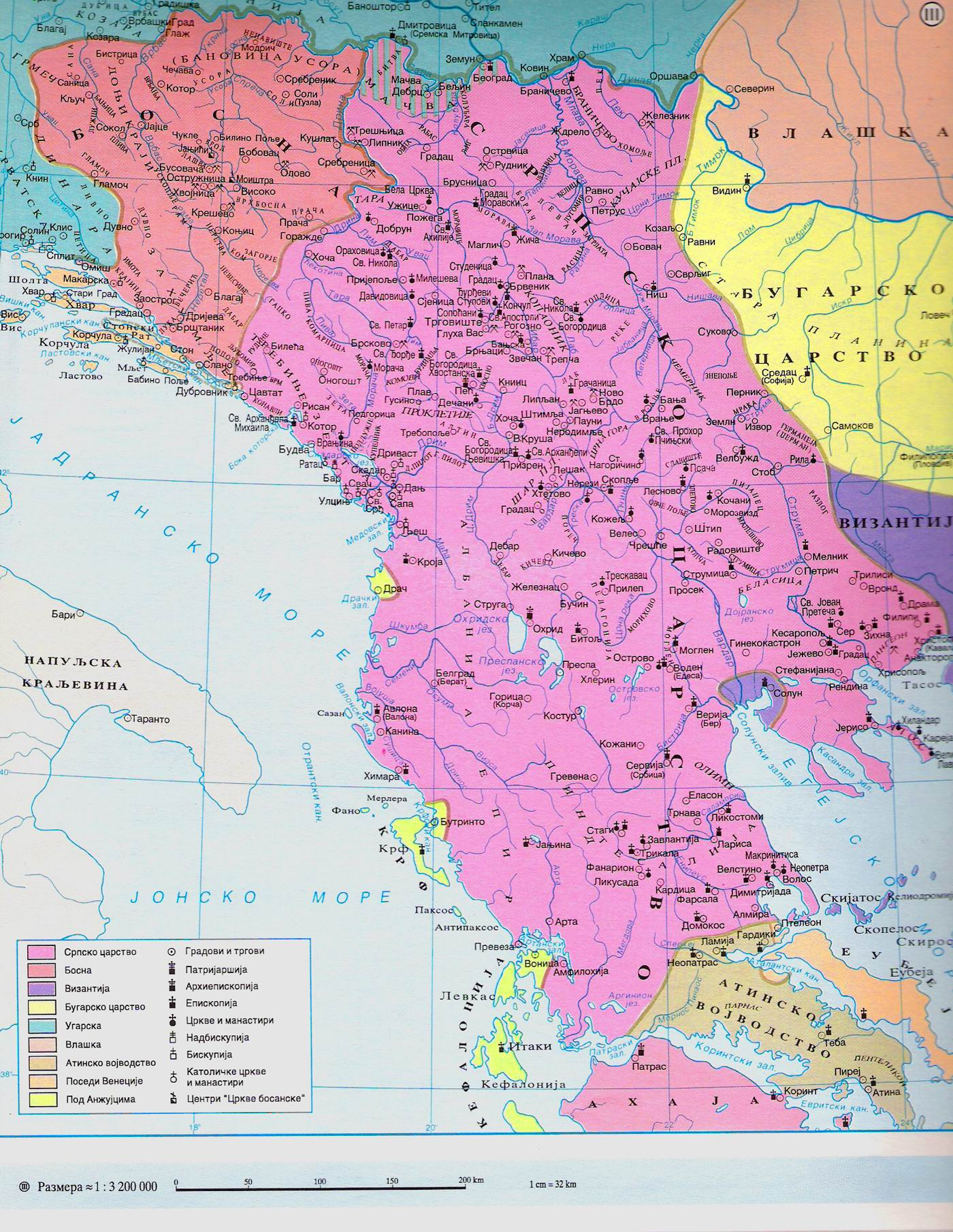
Der Balkan um 1350

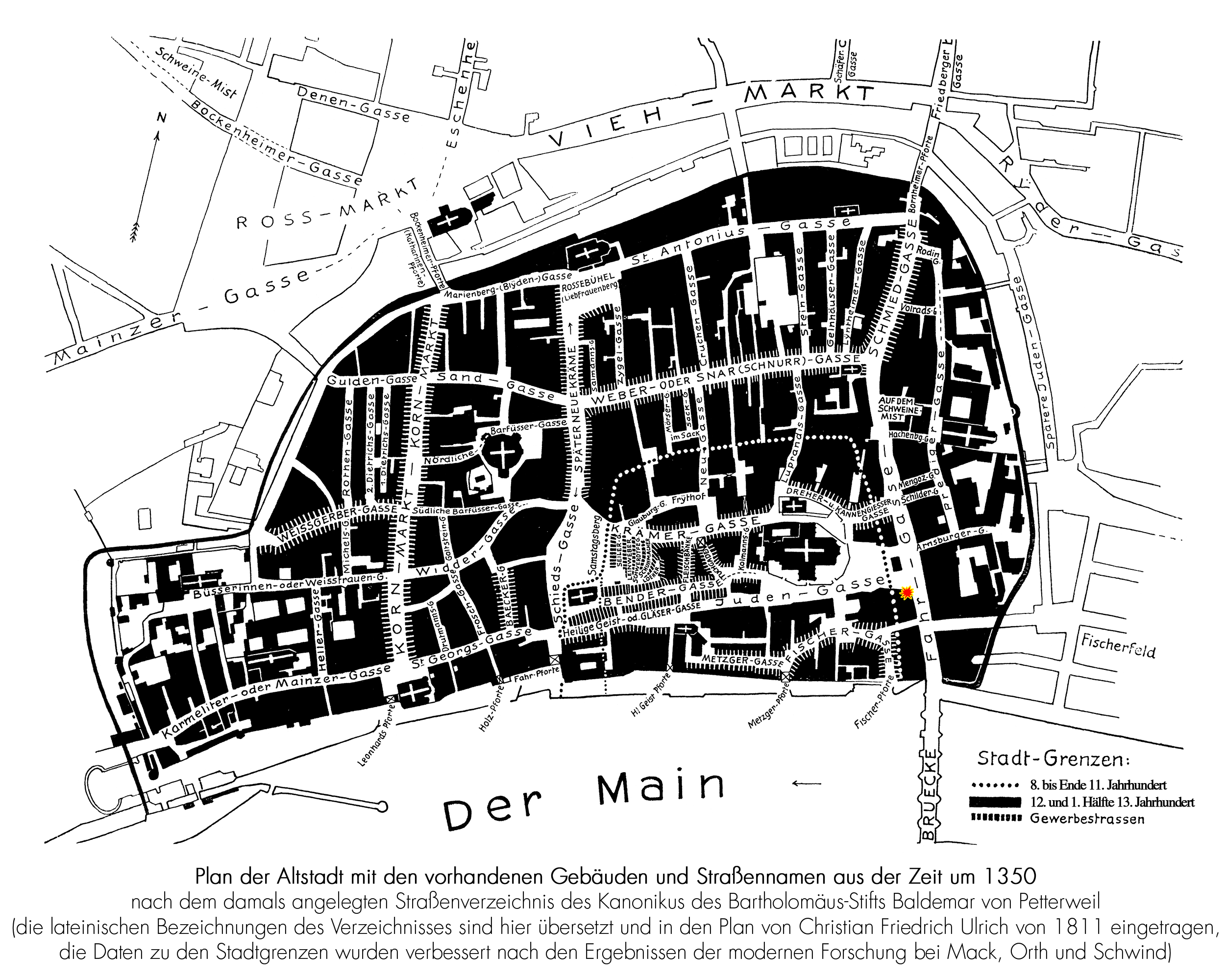
Karte der Frankfurter Altstadt um 1350

## Geboren

### Geburtsdatum gesichert
- 23. Januar: Vinzenz Ferrer, katalanischer Dominikaner und Heiliger († 1419)
- 27. Juni: Manuel II., byzantinischer Kaiser († 1425)
- 12. Oktober: Dmitri Donskoi, Großfürst von Moskau († 1389)
- 26. November: Ibn al-Dschazarī, Koran-Gelehrter († 1429)
- 27. Dezember: Johann I., König von Aragón († 1396)

### Genaues Geburtsdatum unbekannt
- vor dem 13. April: Margarete von Dampierre, Gräfin von Flandern, Artois, Nevers, Rethel, Freigräfin von Burgund, Herzogin von Brabant und Limburg, Herzogin von Burgund († 1405)
- Anselm von Nenningen, Bischof von Augsburg († 1428)
- Bonifatius IX., Papst († 1404)
- Drung Kashiwa Rinchen Pel, Person des tibetischen Buddhismus († 1435)
- Nikolaus Faber, Abt von Ochsenhausen († 1422)
- Thomas Holland, englischer Adeliger und Militär im Hundertjährigen Krieg († 1397)
- Madhava, indischer Mathematiker und Astronom († 1425)
- Antonio Panciera, Patriarch von Aquileia und Kardinal († 1431)
- Pierre d’Ailly, französischer Theologe und Kardinal († 1420)
- Rainier II., Seigneur von Menton und Roquebrune († 1407)
- Richard le Scrope, englischer Kirchenfürst († 1405)

### Geboren um 1350
- Eleonora di Arborea, Regentin von Sardinien († 1405)
- Blasius Lupus, tschechischer Philosoph († 1409)
- Bogislaw VI., Herzog von Pommern-Wolgast († 1393)
- Hinrich Brunsberg, deutscher Baumeister und Architekt († zwischen 1428 und 1435)
- Annabella Drummond, Königin von Schottland († 1401)
- Florentius Radewijns, holländischer Kirchenreformer († 1400)
- Georg von Hohenlohe, Bischof von Passau und Erzbischof von Gran († 1423)
- Guillaume de Challant, Bischof von Lausanne († 1431)
- Nikolaus von Kaaden, böhmischer Uhrmacher und Mechanikus († um 1420)
- Catherine Swynford, Mätresse und spätere Ehefrau von John of Gaunt († 1403)
- Leonore Teles de Menezes, portugiesische Adlige, Königin und Regentin ihres Landes († 1386)
- Herman von Vechelde, deutscher Fernhändler und Bürgermeister von Braunschweig († 1420)
- Andrew Wyntoun, schottischer Geistlicher und Geschichtsschreiber († um 1422)

## Gestorben

### Todesdatum gesichert
- 24. Januar: Johann von Aarwangen, Schweizer Politiker und Diplomat (* nach 1280)
- 25. Januar: Alvarus Pelagius, galicischer Franziskaner und Theologe, Bischof von Silves (* zwischen 1275 und 1280)
- 26. März: Alfons XI., König von Kastilien und León (* 1311)
- 3. April: Odo IV., Herzog von Burgund, Graf von Burgund und Graf von Artois (* 1295)
- 6. Juni: Bertrand de Saint-Geniès, Patriarch von Aquileia und Seliger der katholischen Kirche (* 1260)
- 10. Juli: Konrad II., Graf von Freiburg (* vor 1316)
- 2. August: Robert de Ferrers, englischer Adeliger (* 1309)
- 22. August: Tidemann von Güstrow, Münzherr und Bürgermeister von Lübeck (* um 1300)

Grab König Philipps VI. in Saint-Denis

- 22. August: Philipp VI., König von Frankreich (* 1293)
- 23. August: Johannes Mul, Bischof von Lübeck (* um 1291)
- 21. September: Arnold von Bardewik, deutscher Kaufmann und Ratsherr der Hansestadt Lübeck
- 26. September: Ibn Qaiyim al-Dschauzīya, hanbalitischer Gelehrter in Syrien (* 1292)
- 19. November: Raoul II. de Brienne, Graf von Eu und Guînes sowie Connétable von Frankreich
- 18. Dezember: Heinrich II., Vogt und Herr von Plauen und Herr zu Greiz (* um 1289)

### Genaues Todesdatum unbekannt
- Dietrich III. von Volmerstein, deutscher Adeliger
- Stefano Fiorentino, italienischer Maler (* 1301)
- Johannes Gobi, deutscher Autor einer Exemplasammlung (* 1300)
- Heinrich von Kiew, erster römisch-katholischer Bischof von Kiew
- Wedekin Klingenberg, Ratsherr der Hansestadt Lübeck
- Johann Strote, Weihbischof in Köln

### Gestorben um 1350
- Yoshida Kenkō, japanischer Höfling, Dichter und buddhistischer Mönch (* um 1283)